# Chi Haotian
Chi Haotian (caratteri cinesi: 迟浩田; pinyin: Chí Hàotián; Zhaoyuan, 9 luglio 1929) è un politico e generale cinese.

## Biografia
Chi nacque nel 1929 a Zhaoyuan, nella provincia dello Shandong. Venne reclutato nell'esercito nel luglio del 1945 e nell'ottobre dell'anno dopo si iscrisse al Partito Comunista Cinese.
Nel 1973 divenne il vicecommissario politico della regione militare di Pechino e viceredattore capo dell'importante giornale Quotidiano del Popolo. Successivamente divenne vicedirettore del dipartimento del Esercito Popolare di Liberazione (EPL) e direttore del dipartimento politico. Più tardi, fu capo del dipartimento dell'EPL, nonché segretario del comitato del partito comunista. Nel 1988, fu eletto membro della Commissione centrale militare e, sempre nello stesso anno, fu nominato generale.
In questi anni Chi svolse un ruolo molto importante per l'esercito cinese. Nel 1993, poi, divenne Ministro della difesa nazionale fino al 2003. Fu anche eletto vice presidente della Commissione militare centrale del CPC nel settembre del 1995.
Fu eletto, come membro del Comitato centrale del PCC, al 12º, 13º, 14º e 15º Congresso nazionale nazionale del partito, nonché membro del Politburo al 15º Congresso.

## Vita privata
Chi è sposato con Jiang Qinping, una dottoressa originaria di Changzhou. Ha un figlio e una figlia. Ama leggere i libri di Lu Xun e pratica nuoto, equitazione e lotta libera. È presidente onorario della Chinese Wrestling Association.